# Jakub Słowik
Jakub Słowik (31 d'agost de 1991) és un futbolista polonès.

## Selecció del Polònia
Va debutar amb la selecció de Polònia el 2013. Va disputar 1 partit amb la selecció del Polònia.

## Estadístiques
| Selecció de Polònia | Selecció de Polònia | Selecció de Polònia |
| Anys                | Partits             | Gols                |
| ------------------- | ------------------- | ------------------- |
| 2013                | 1                   | 0                   |
| Total               | 1                   | 0                   |